# Амандёкс-Онекс
Амандёкс-Оне́кс (фр. Amendeuix-Oneix) — коммуна во Франции, находится в регионе Новая Аквитания. Департамент — Атлантические Пиренеи. Входит в состав кантона Пеи-де-Бидаш, Амикюз и Остибар. Округ коммуны — Байонна.
Код INSEE коммуны — 64018.

## География

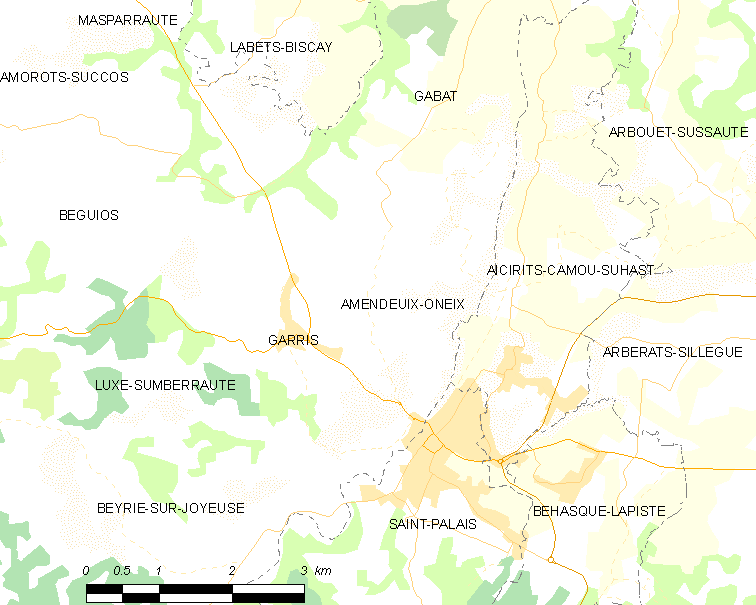
Карта коммуны

Коммуна расположена приблизительно в 670 км к юго-западу от Парижа, в 170 км южнее Бордо, в 55 км к западу от По.
По территории коммуны протекают реки Бидуз и Жуайёз.

### Климат
Климат тёплый океанический. Зима мягкая, средняя температура января — от +5°С до +13°С, температуры ниже −10 °C бывают редко. Снег выпадает около 15 дней в году с ноября по апрель. Максимальная температура летом порядка 20-30 °C, выше 35 °C бывает очень редко. Количество осадков высокое, порядка 1100 мм в год. Характерна безветренная погода, сильные ветры очень редки.

## Население
Население коммуны на 2010 год составляло 414 человек.
| 1962 | 1968 | 1975 | 1982 | 1990 | 1999 | 2010 |
| ---- | ---- | ---- | ---- | ---- | ---- | ---- |
| 286  | 289  | 329  | 327  | 381  | 367  | 414  |

## Администрация
| Период | Период | Фамилия         | Партия | Примечания |
| ------ | ------ | --------------- | ------ | ---------- |
| 1995   | 2001   | Арно Мандагаран |        |            |
| 2001   | 2014   | Армель Друйе    |        |            |
| 2014   | 2020   | Арно Мандагаран |        |            |

## Экономика
В 2010 году среди 249 человек трудоспособного возраста (15—64 лет) 184 были экономически активными, 65 — неактивными (показатель активности — 73,9 %, в 1999 году было 69,5 %). Из 184 активных жителей работали 174 человека (94 мужчины и 80 женщин), безработных было 10 (4 мужчины и 6 женщин). Среди 65 неактивных 19 человек были учениками или студентами, 30 — пенсионерами, 16 были неактивными по другим причинам.

## Достопримечательности
- Церковь Св. Петра (1787 год)[4].

## Фотогалерея

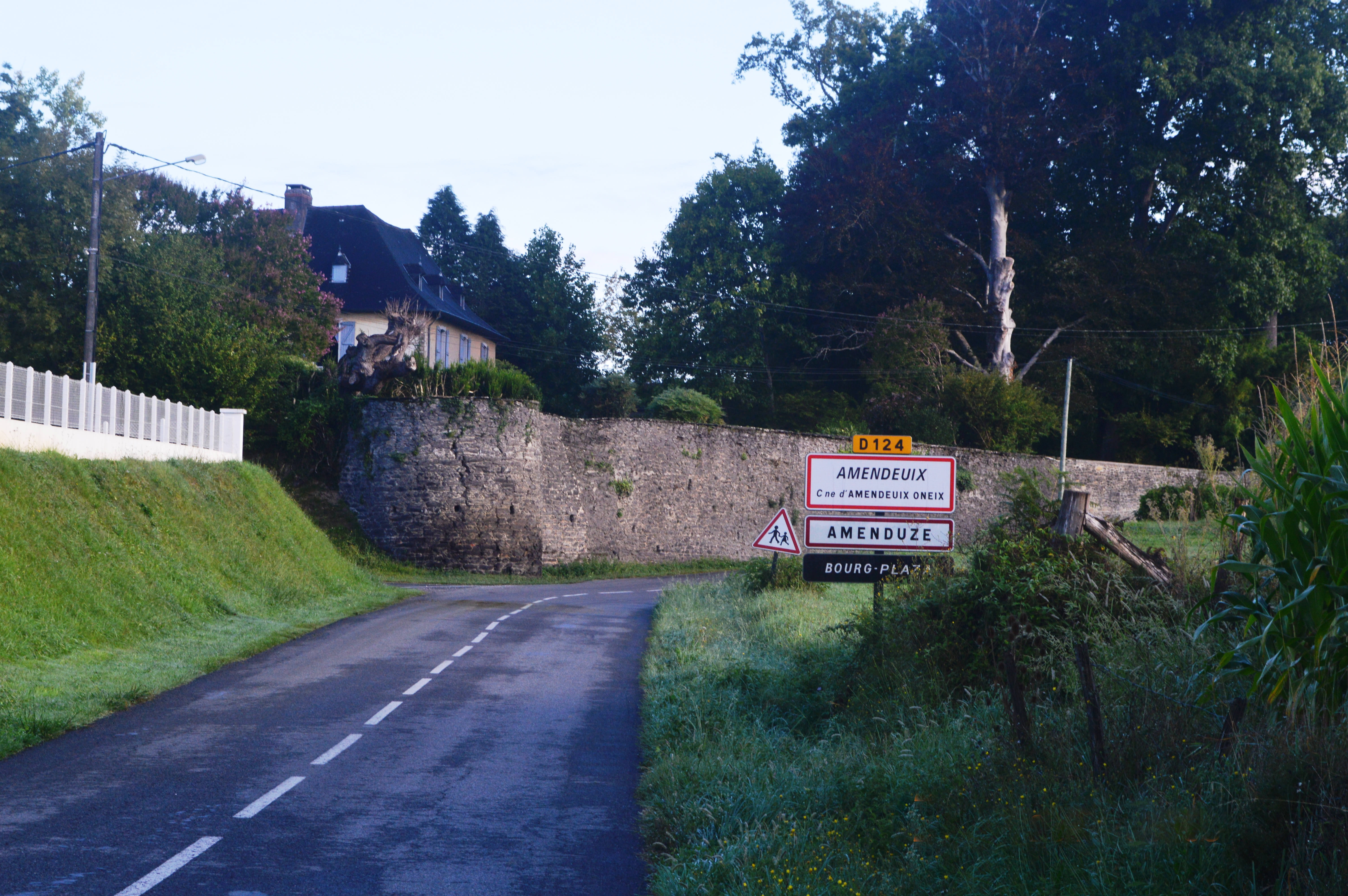
Въезд в Амандёкс-Онекс
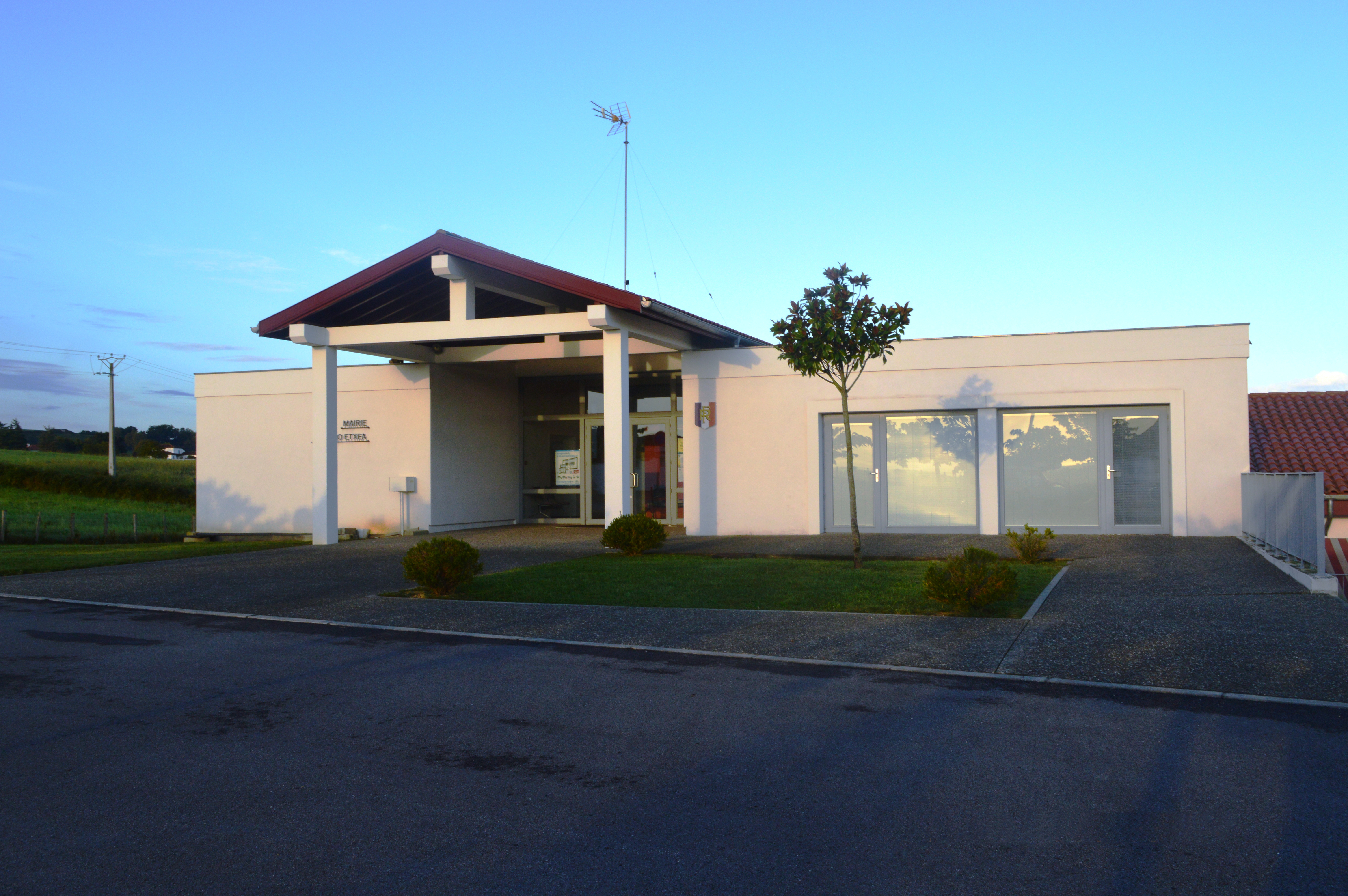
Мэрия
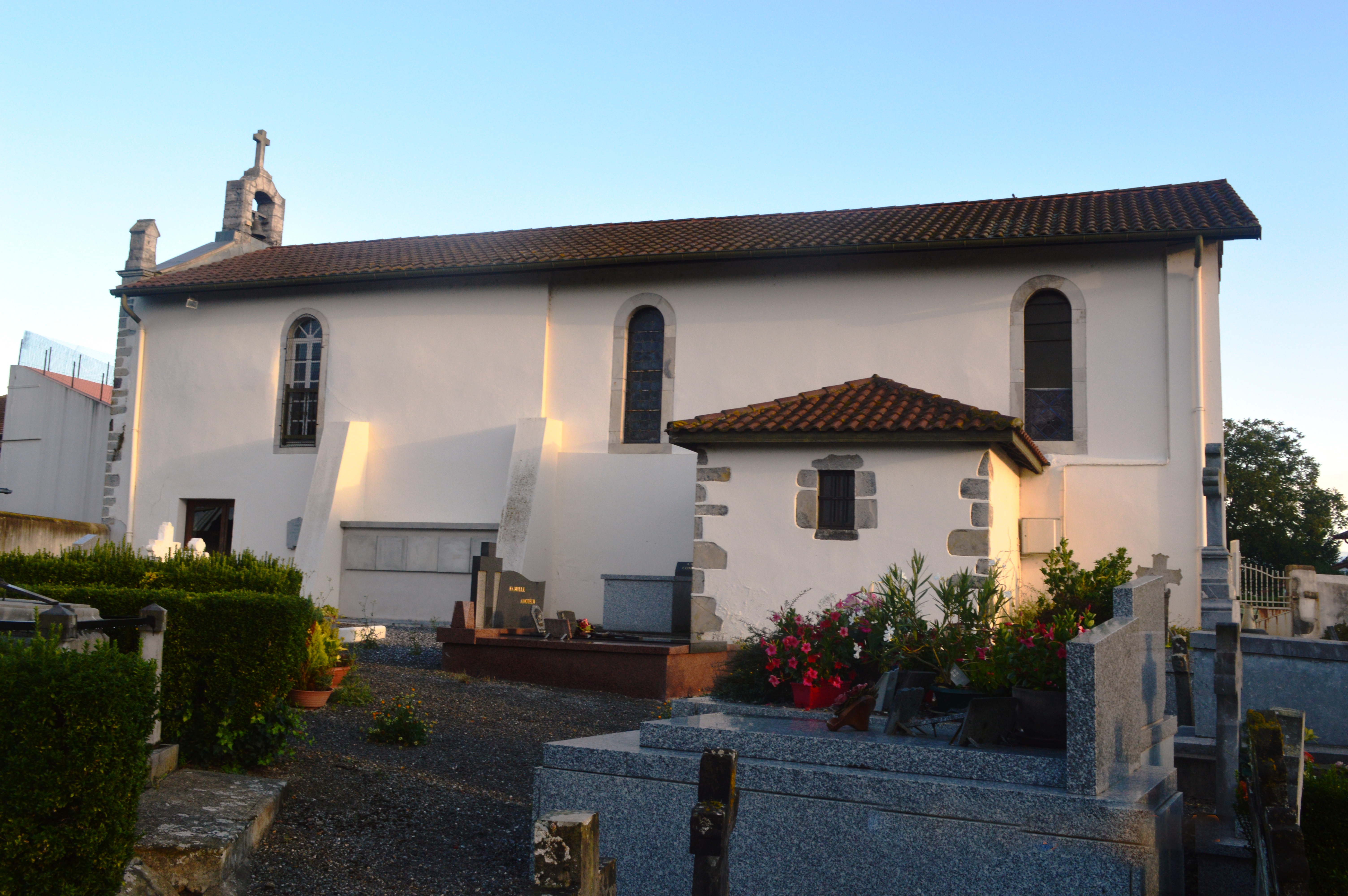
Церковь Св. Петра
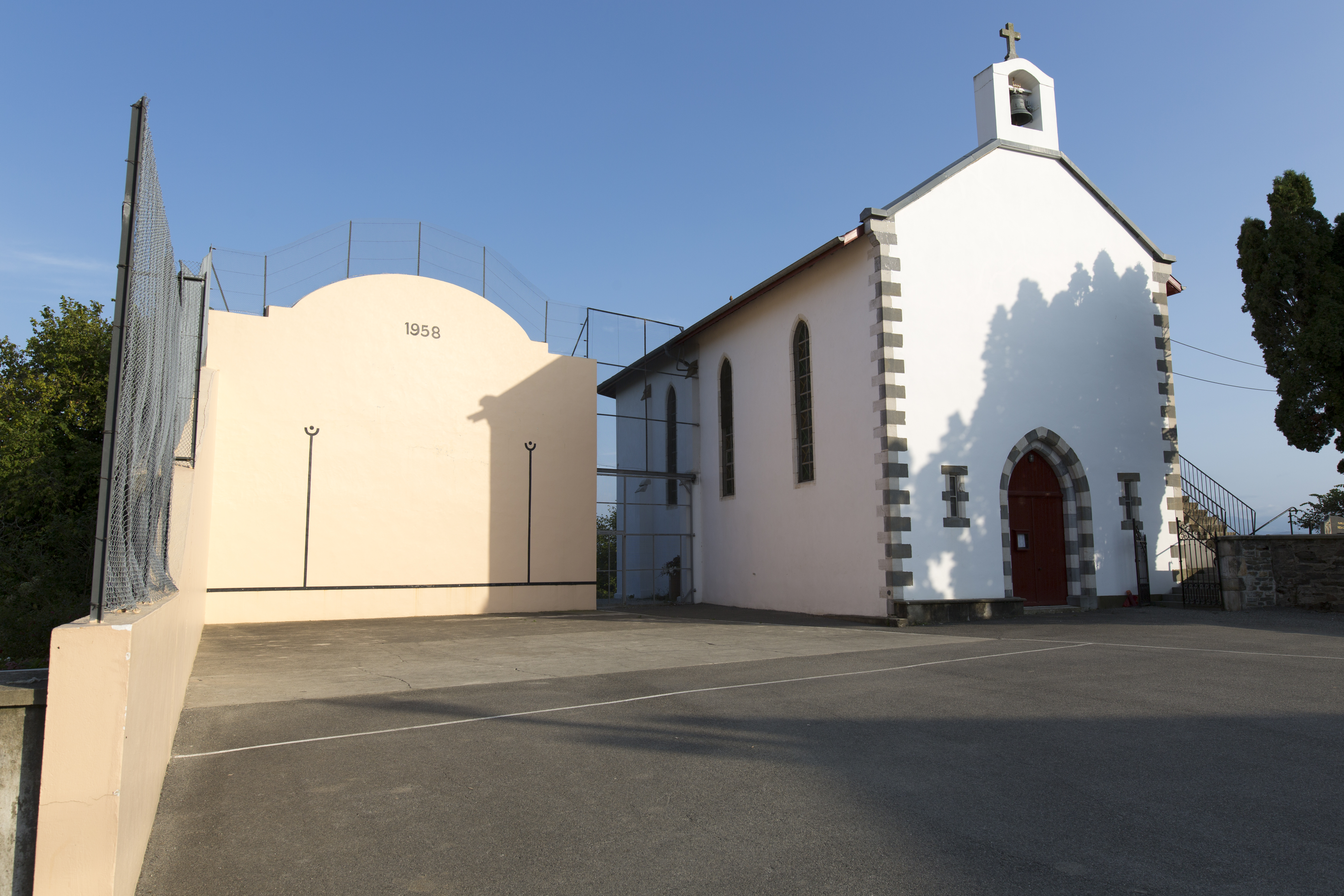
Церковь Св. Петра и фронтон (площадка для игры в пелоту)
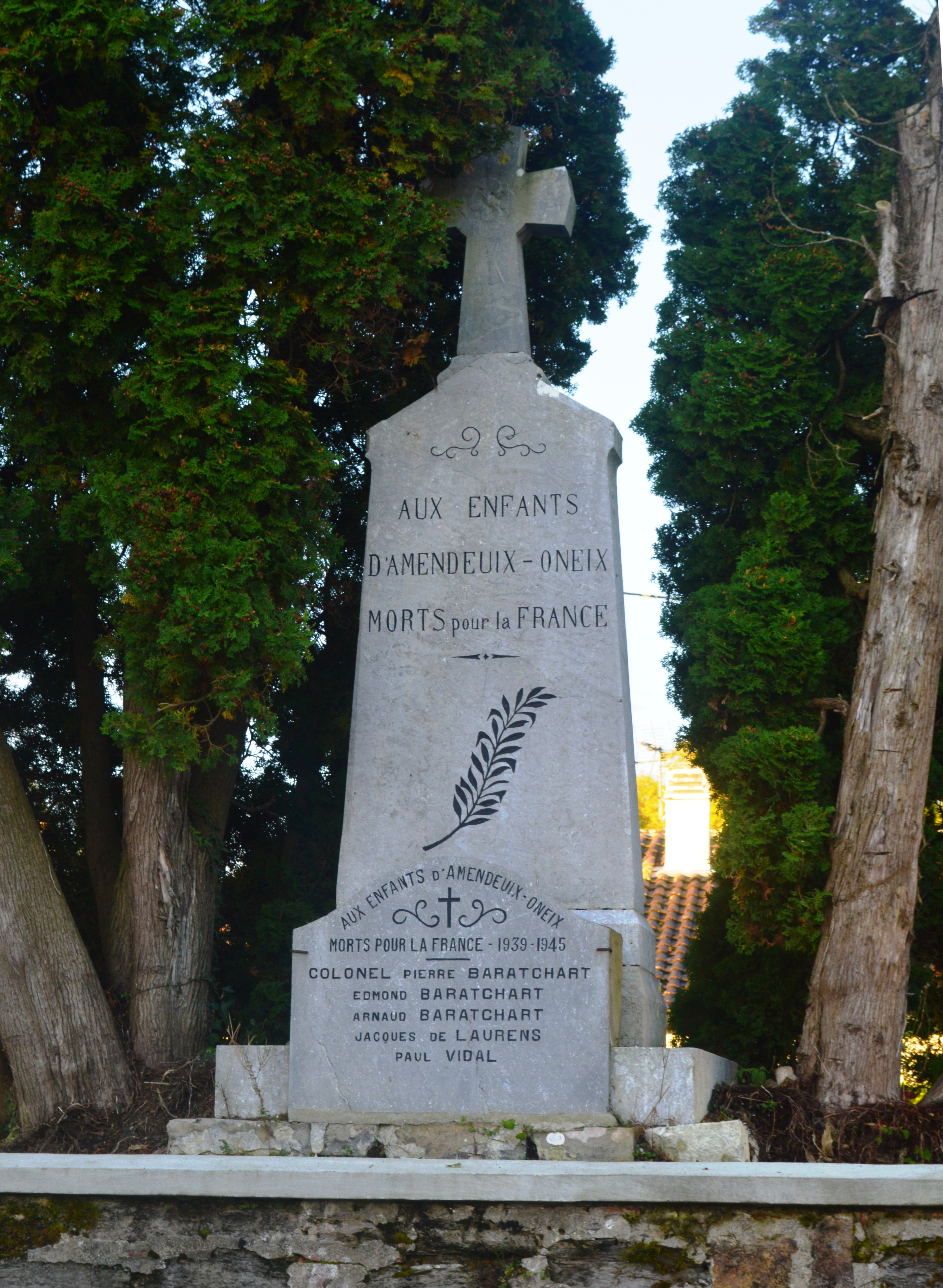
Военный мемориал